# Roller derby ai II World Skate Games
Le competizioni di roller derby ai II World Skate Games si sono svolte dal 5 al 7 luglio 2019 a Barcellona, in Spagna

## Podi

### Uomini
| Evento        | Oro         | Argento | Bronzo    |
| Torneo Senior | Stati Uniti | Spagna  | Australia |

### Donne
| Evento        | Oro       | Argento | Bronzo      |
| Torneo Senior | Australia | Spagna  | Stati Uniti |